# Hongtu (socken i Kina, Sichuan)
Hongtu (kinesiska: 红土乡, 红土) är en socken i Kina. Den ligger i provinsen Sichuan, i den sydvästra delen av landet, omkring 200 kilometer norr om provinshuvudstaden Chengdu. Antalet invånare är 2 306. Befolkningen består av 1 123 kvinnor och 1 183 män. Barn under 15 år utgör 20,0 %, vuxna 15-64 år 70 %, och äldre över 65 år 8,0 %.
Genomsnittlig årsnederbörd är 973 millimeter. Den regnigaste månaden är juli, med i genomsnitt 191 mm nederbörd, och den torraste är december, med 4 mm nederbörd.